# Den oumbärlige Jeeves
Den oumbärlige Jeeves är en antologi av den brittiske författaren P.G. Wodehouse utgiven 1957 på Albert Bonniers förlag i översättning av Birgitta Hammar. Boken har inte en direkt motsvarighet på engelska språket, utan är en sammanställning av Georg Svensson, den andra av två, där den första är Alla tiders Wodehouse från 1950. Förutom noveller ur Den oefterhärmlige Jeeves och ett utdrag ur romanen All right, Jeeves!, innehåller antologin Wodehouses tredje samling med enbart Jeeves och Wooster-noveller, Very Good, Jeeves från 1930, i sin helhet, med den svenska titeln Förträffligt, Jeeves! Denna finns inte utgiven som separat verk på svenska. 

## Innehåll
Ur Den oefterhärmlige Jeeves
- Kapitlen "Faster Agatha får som hon vill" och "Pärlor betyder tårar" (en historia uppdelad i två kapitel, ur The Inimitable Jeeves, 1923)
- Kapitlen "Den Wooster'ska stoltheten såras" och "Dygdens belöning" (en historia uppdelad i två kapitel, ur The Inimitable Jeeves, 1923)
- Kapitlen "Ett introduktionsbrev" och "Hisspojke blir häpnadsväckande elegant" (en historia uppdelad i två kapitel, ur The Inimitable Jeeves, 1923)
- Kapitlen "Kamrat Bingo" och "Bingo håller på fel häst" (en historia uppdelad i två kapitel, ur The Inimitable Jeeves, 1923)
- "En fläkt från stora världen" (ur The Inimitable Jeeves, 1923)
- "Claudes och Eustaces försenade sorti" (ur The Inimitable Jeeves, 1923)
- Kapitlen "Bingo och den lilla kvinnan" och "Slutet gott, allting gott" (en historia uppdelad i två kapitel, ur The Inimitable Jeeves, 1923)

Förträffligt, Jeeves !
- Förord (författarens förord ur Very Good, Jeeves, 1930)
- "Jeeves och Yttersta domen"
- "Gamle Sippys mindrevärdeskomplex"
- "Jeeves och den kära gamla julstämningen" (Bobbie Wickhams första framträdande i en Jeeves och Wooster-historia. Hon förekommer också i några Mulliner-noveller och i en Blandings-novell.)
- "Jeeves och Sångernas sång" (Sången ifråga är "Sonny Boy")
- "Episoden med hunden McIntosh"
- "Konstverket"
- "Jeeves och kusin Clementina"
- "Kärlekens luttrande inflytande"
- "Jeeves och bästa väninnan"
- "En farbrors indiansommar"
- "Unge Tuppy i skärselden"

Ur All right, Jeeves
- "Gussie på skolavslutning"